# Cerebratulus medullatus
Cerebratulus medullatus är en djurart som tillhör fylumet slemmaskar, och som beskrevs av Ambrosius Arnold Willem Hubrecht 1887. Cerebratulus medullatus ingår i släktet fläsknemertiner, och familjen Cerebratulidae. Inga underarter finns listade i Catalogue of Life.